# Vengeance (film, 2022)
Pour les articles homonymes, voir Vengeance (homonymie).
 (décembre 2020).
Si vous disposez d'ouvrages ou d'articles de référence ou si vous connaissez des sites web de qualité traitant du thème abordé ici, merci de compléter l'article en donnant les références utiles à sa vérifiabilité et en les liant à la section « Notes et références ».
Pour plus de détails, voir Fiche technique et Distribution.
Vengeance est un thriller d'horreur américain réalisé par B. J. Novak et sorti en 2022. Il s'agit de son premier long-métrage en tant que réalisateur.

## Synopsis
Un animateur de radio de New York tente de résoudre le meurtre de sa petite amie et décide de se rendre dans le sud pour découvrir les circonstances de son décès et ce qui lui est arrivé.

## Fiche technique
Sauf indication contraire, les informations mentionnées dans cette section peuvent être confirmées par la base de données cinématographiques IMDb,  présente dans la section « Liens externes ».
- Titre : Vengeance
- Réalisation : B. J. Novak
- Scénario : B. J. Novak
- Décors : Rachel Sage Kenin
- Costumes : Courtney Andujar et Hillary Andujar
- Photographie : Lyn Moncrief
- Production : Jason Blum, Greg Gilreath et Adam Hendricks
  - Production exécutive : Christopher H. Warner
- Sociétés de production : Blumhouse Productions et Divide/Conquer
- Société de distribution : Focus Features
- Pays d'origine : États-Unis
- Langue originale : anglais
- Format : couleur
- Genre : thriller, horreur
- Date de sortie :
  -  États-Unis : 29 juillet 2022

## Distribution
- B. J. Novak (VFB : Alexandre Crépet) : Ben Manalowitz
- Issa Rae (VF : Fily Keita) : Eloise
- Ashton Kutcher (VFB : Michelangelo Marchese ; VQ : Nicolas Charbonneaux-Collombet) : Quentin Sellers
- Boyd Holbrook (VFB : Pierre Lognay) : Ty Shaw
- J. Smith-Cameron (VF : Martine Irzenski) : Sharon Shaw
- Lio Tipton (VFB : Sofia Abouatmane) : Abilene Shaw
- Dove Cameron (VFB : Alice D'Hauwe) : Kansas City Shaw
- Zach Villa (VFB : Maxime Donnay) : Sancholo
- Isabella Amara (en) (VFB : Sophie Pyronnet) : Paris Shaw
- Louanne Stephens (VFB : Myriam Thyrion) : Grand-mère Carole
- Eli Abrams Bickel (VFB : Ulysse Carlier) : El Stupido
- Clint Obenchain (VFB : Bruno Buidin) : Crawl
- Rio Alexander (VFB : Daniel Nicodème) : le shérif Jimenez

 Source et légende : version française (VF) sur RS Doublage et carton du doublage français sur Netflix.

## Production
Le tournage a débuté en mars 2020 à Albuquerque, Nouveau Mexique. Il a été interrompu en raison de la pandémie du coronavirus.